# Spoorlijn Corbenay - Faymont
De Spoorlijn Corbenay - Faymont was een korte Franse spoorlijn van Corbenay naar Faymont. De lijn was 16,6 km lang en heeft als lijnnummer 054 000.

## Geschiedenis
De spoorlijn werd door de Chemins de fer de l'Est in geopend op 5 juni 1881. Personenvervoer werd opgeheven op 1 mei 1942, goederenvervoer tot Faymont heeft plaatsgevonden tot 1987, tot Val-d'Ajol tot 1991 en tot Fougerolles tot 2004. Van Corbenay tot Fougerolles is de lijn nog aanwezig, zij het niet berijdbaar door opbrak van overwegen. De rest van de lijn is opgebroken.

## Aansluitingen
In de volgende plaats was er een aansluiting op de volgende spoorlijn:
Corbenay
RFN 042 000, spoorlijn tussen Blainville-Damelevières en Lure